# Pashupati Paneru

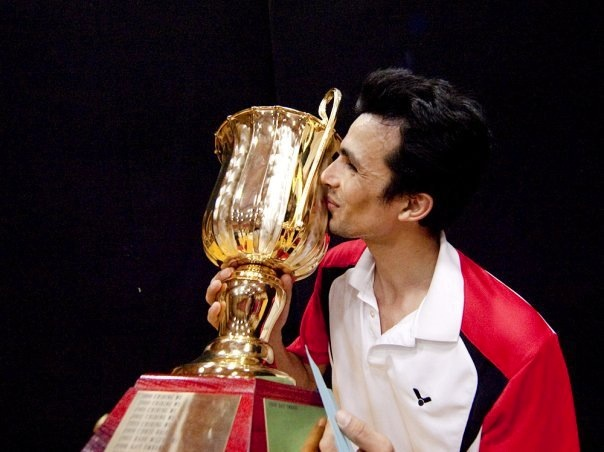
Pashupati Paneru

Pashupati Paneru (* 20. Juli 1982 in Dhangadhi) ist ein nepalesischer Badmintonspieler. 

## Karriere
Pashupati Paneru wurde 2001 Einzelmeister seines Landes. Bei den Nepal International 2005 belegte er Rang drei im Herrendoppel gemeinsam mit Pankaj Chand. Bei der Badminton-Weltmeisterschaft 2006 schied er im Mixed mit Sumina Shrestha in der ersten Runde aus.